# Ангелика Шробсдорф
Ангелика Шробсдорф (на немски: Angelika Schrobsdorff) е германска писателка, с еврейско самосъзнание. Като ученичка и девойка е живяла в България и в романите си описва с добро страната и българите, с които е общувала.

## Биография и творчество
Родена е на Бъдни вечер 1927 г. във Фрайбург, Южна Германия, от майка еврейка и баща немец – заможен пруски аристократ, берлинчанин. Има брат и сестра от предишен брак на майка си.
За да спаси съпругата и децата от нацистко преследване, бащата Шробсдорф урежда фиктивен брак на жена си с българин и така в 1939 г. малката Ангелика се озовава в София заедно с майка си и сестра си. Малко преди това брат ѝ е напуснал Германия, след това, по време на Втората световна война, се сражава в редиците на антихитлеристката коалиция и намира гибелта си непосредствено преди края на войната. В София Шробсдорф е живее заедно с майка си и сестра си Бетина отначало на ул. „Оборище“. Междувременно Бетина се омъжва за бъдещия професор Димитър Станишев. Следва евакуация в село Бухово поради бомбардировките и след това в средата на 1944 година, Ангелика и майка ѝ намират подслон на ул. „Мургаш“ в дома на инж. Константин Йосифов, който е съпруг на Радка Йосифова, сестра на зетя Димитър Станишев.
Улица „Мургаш“ е многократно споменавана в произведенията на писателката, също и къщата, и обитаваните две стаи и кухня. Къщата е снимана във филмите.
В 1947 г. Ангелика Шробсдорф се жени за американски офицер от окупационните представители в София и с негова помощ се завръща в Германия, в Мюнхен.
В 1971 г. Ангелика Шробсдорф се жени за френския режисьор и филмов продуцент Клод Ланцман (1925–2018) и живее при него в Париж.
В 1983 г. Ангелика Шробсдорф се преселва в Израел и живее там до 2006 г.
Освен родния немски език и иврит, Шробсдорф владее добре английски и френски. Българския го е позабравила. На стари години Ангелика Шробсдорф се завръща окончателно в Берлин и намира жилище близо до бащината къща, която отдавна е чужда собственост. Както самата тя се изразява в едно от последните си интервюта, „в Берлин се умира по-удобно“.

## Романи и сборници с есета и разкази
- „Господата“ (1961)
- „Любовникът“ (1964)
- „Тези мъже“ (1966)
- „Следи“ (1968)
- „Краткият час между деня и нощта“ (1978)
- „Пътуването към София“ (1983) с предговор от Симон дьо Бовоар – преведен частично в сп. „Съвременник“
- „Къщата в ничията земя или Йерусалим беше винаги един труден адрес“ (1989)
- „Ти не си като другите майки“ (1992) – преведен на български
- „Хубавият мъж и други разкази“ (1993)
- „Йерихон: една любовна история“ (1995)
- „Грандхотел България. Завръщане у дома в миналото“ (1997) – преведен на български[4]
- „Събудено от спомена“ (1999)
- „Ако някога те забравя, о Йерусалим“ (2002)

Има и филми, отразяващи живота на Ангелика Шробсдорф и разказаното от нея.